# Leonhard Scholz
Leonhard Scholz (* 27. Mai 1720 in Nürnberg; † 17. Oktober 1798 ebenda) war ein deutscher Spezereienhändler und Organist.

## Leben
Scholz zeigte bereits von Jugend an eine große Neigung zur Musik. Von 1735 bis zum Frühjahr 1746 machte er bei Johann Matthias Meusel eine Ausbildung zum Kaufmann. Im September 1746 heiratete er die Tochter des Weinhändlers Matthias Popp.
Scholz gründete in Nürnberg eine Spezereien- und Papierhandlung. Ab 1766 wirkte er als Organist an der  Egidienkirche, zunächst stellvertretend, ab 1771 hauptamtlich. Bereits im folgenden Jahr übernahm Scholz das Organistenamt an der Lorenzkirche und schließlich 1781 an der Sebalduskirche. Von 1791 bis zu seinem Tode verrichtete sein Sohn seine Amtstätigkeiten. Er wurde auf dem Johannisfriedhof begraben.

## Leistungen
Scholz trug die größte private Tastenmusik-Sammlung des 18. Jahrhunderts zusammen, hauptsächlich mit Werken Johann Sebastian Bachs und dessen Sohn Carl Philipp Emanuel. Dabei ist jedoch unklar, ob dies allein auf den Eigengebrauch zielte oder auch auf Handlungszwecke. Etliche Manuskripte zeigen Sonderfassungen der Werke, die auf Eigenheiten der Nürnberger Orgeln zurückgeführt werden kann.
Der Großteil dieser Sammlung wird heute im Bach-Archiv Leipzig verwahrt, weitere Teile befinden sich in der Österreichischen Nationalbibliothek (aus Besitz von Felix Petyrek), in der Württembergischen Landesbibliothek und in der Yale University (aus Besitz von Christian Heinrich Rinck).